# Jas (construction)
Pour les articles homonymes, voir Jas.

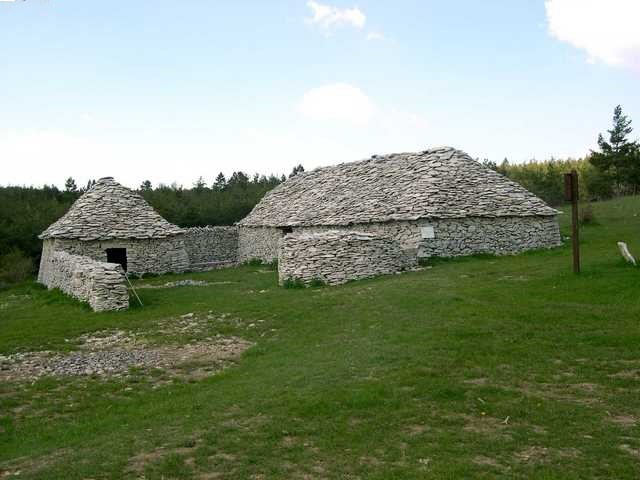
Un jas en pierre sèche : le jas des Terres du Roux à Redortiers (Alpes-de-Haute-Provence).

« Jas » est un terme provençal (jaç en graphie occitane normalisée) signifiant « gîte » et servant à désigner les grandes bergeries construites à l'écart des fermes et hameaux, au milieu des terres de dépaissance. Souvent les jas sont bâtis en pierres sèches. 

## Étymologie
Le terme français « jas », désignant un abri couvert pour les troupeaux de chèvres et de moutons en Provence, correspond à l'occitan jaç (masculin), lui-même issu du bas latin « jacium », mot désignant le « gîte », c'est-à-dire le « lieu où l'on gît, où l'on est couché ». Dans les Alpes du Sud (Hautes-Alpes, les Alpes-de-Haute-Provence) et en basse Provence (dont le Comtat Venaissin), le mot est utilisé dès le Moyen Âge.
On rencontre aussi le féminin « jasse », correspondant à l'occitan jaça (féminin), pour désigner la même chose dans d'autres régions. Paul Cayla, dans son Dictionnaire des institutions, des coutumes et de la langue en usage dans quelques pays de Languedoc de 1535 à 1648 (il s'agit de l'Aude), indique que la jasse est une « bergerie s'élevant d'ordinaire au milieu des terres ou des lieux de dépaissance ».
Jacques Astor, dans son Dictionnaire des noms de familles et noms de lieux du Midi de la France, signale la présence, dans l'Aveyron, de nombreux lieux-dits La Jasse représentant cet appellatif de bâtiment suivi du nom du propriétaire : La Jasse de Gineste, La Jasse de Couderc, etc.
Dans le Haut Pays niçois (Alpes-Maritimes) existent de nombreux emplacements portant le nom de Jas sous sa graphie Gias. On trouvera par exemple le Gias de Peïrefique près du col de Tende, le Gias Cabret dans le secteur de la Madone de Fenestre ou encore le Gias de Peïrastrèche dans le Haut-Boréon. Dans les Vallées occitanes du Piémont, de l'autre côté de la frontière alpine, on retrouve le terme jas sous sa forme gias (gias Fontane, gias Morteis).[réf. nécessaire]
En Provence, le jas ne doit pas être confondu avec le mas, qui est un type particulier de ferme. Si certains domaines agricoles actuels portent le nom de « jas », c'est qu'ils l'ont été d'abord avant de devenir exploitation agricole. Ainsi le Jas d'Esclans à La Motte en Provence (Var) a été d'abord une bergerie de transhumance (dont il reste encore les bâtiments), avant de devenir magnanerie puis domaine viticole.

## Description

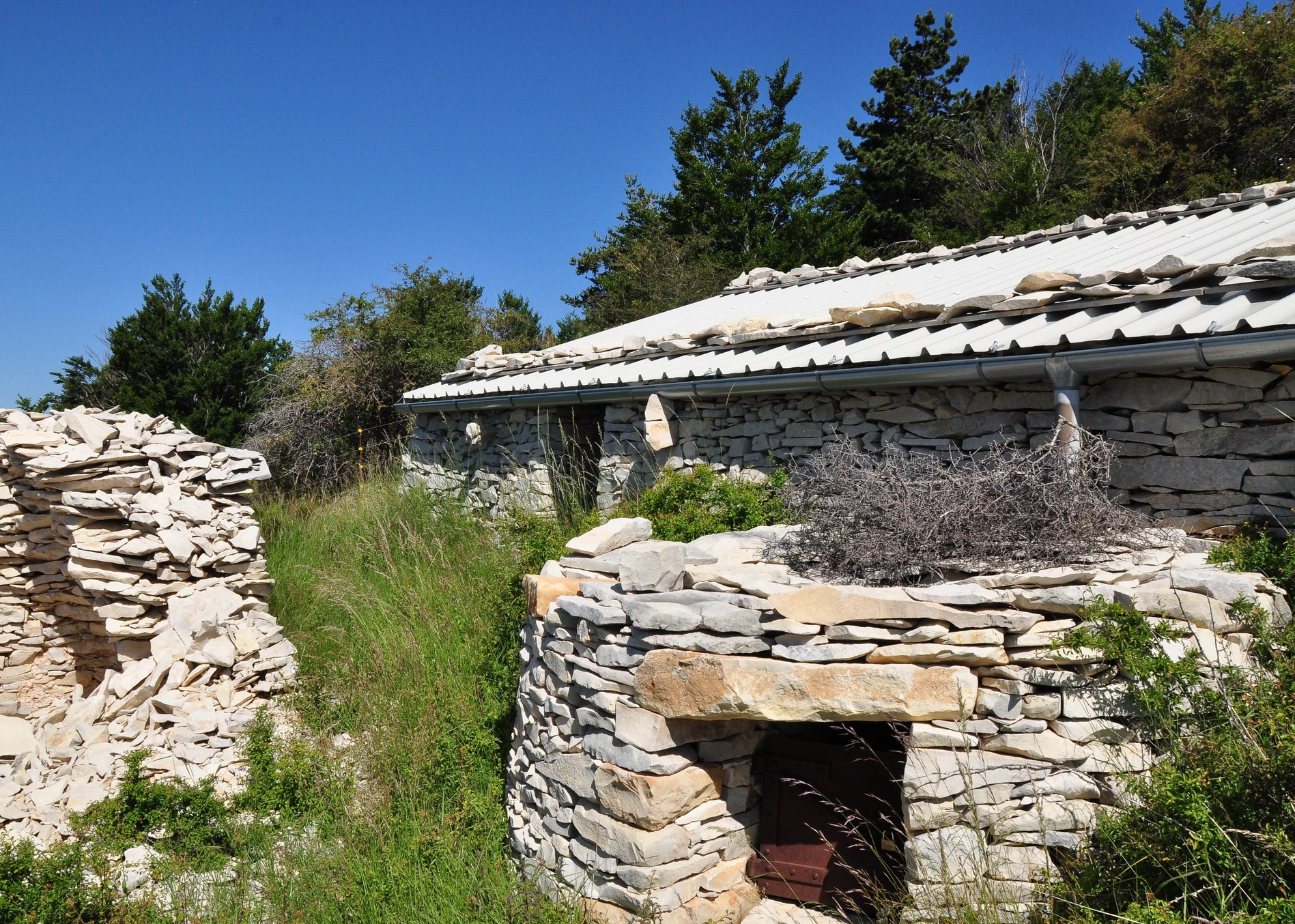
Jas en Haute-Provence.

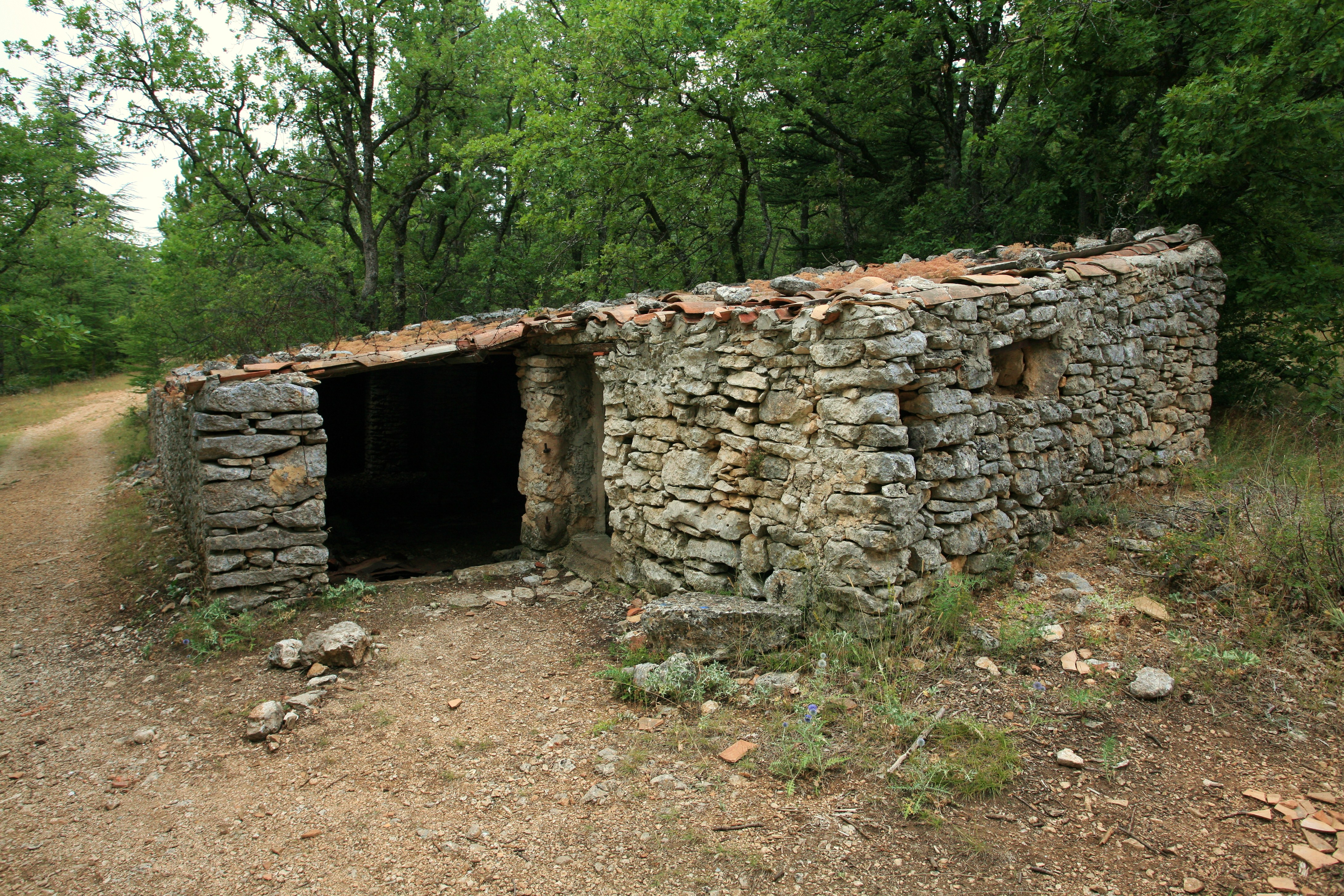
Jas ou gîte pastoral dit des Abeyts sur le versant sud du mont Ventoux. La cabane du berger est bâtie contre le pignon-façade de la bergerie proprement dite.

Cette appellation désignant une bergerie construite à l'écart des fermes et hameaux, au milieu des terres de dépaissance, est commune à tout le domaine provençal. Elle se rencontre notamment dans les environs d'Aix-en-Provence, sur le Mont Ventoux (Vaucluse) et dans la montagne de Lure (Alpes-de-Haute-Provence). 

### Environs d'Aix-en-Provence
Le Quartier du « Jas-de-Bouffan » à Aix-en-Provence doit son nom à l'un de ces bâtiments. Celui-ci est connu pour avoir été propriété de 1859 à 1899 de la famille du peintre Paul Cézanne, qui y installa un temps son atelier dans l'une des pièces du bas, où il réalisa l'une de ses plus grandes œuvres (des fresques murales « Les Quatre saisons »).

### Bédoin, mont Ventoux
La commune de Bédoin, sur le versant méridional du mont Ventoux, à une altitude entre 1000 et 1300 mètres, abrite les vestiges plus ou moins bien conservés d'une soixantaine de jas, généralement construits à pierre sèche et possédant une toiture à une seule pente couverte de tuiles creuses ou de tôles ondulées sur une charpente de pannes (Jas des Abeyts, de la Couanche, de la Fréchière, des Landerots, des Melettes, du Mourre, de Perraches, des Pèlerins, de Pied Gros, de Roussas, de Serre, etc.). Le cadastre napoléonien en recensait 23. Dans plusieurs jas, le berger habitait une partie distincte de celle réservée aux animaux.
Dans son livre de Souvenirs entomologiques, le célèbre entomologiste languedocien Jean-Henri Fabre évoque son ascension du Mont Ventoux avec un guide et quelques compagnons, et le jas qui leur servit d'abri pour la nuit :
« Après une heure de repos : debout ! le temps presse ; il faut se remettre en marche. Le guide, avec les bagages, s'en ira seul, vers l'ouest, en longeant la lisière des bois, où se trouve un sentier praticable aux bêtes de somme. Il nous attendra au Jas ou bâtiment, situé à la limite supérieure de hêtres, vers 1 550 mètres d'altitude. Le Jas est une grande hutte en pierres qui doit nous abriter la nuit, bêtes et gens. Quant à nous, poursuivons l'ascension et atteignons la crête, que nous suivrons pour gagner avec moins de peine la cime terminale. Du sommet, après le coucher du soleil, nous descendrons au Jas, où le guide sera depuis longtemps arrivé. Tel est le plan proposé et adopté. »

### Redortiers, Alpes-de-Haute-Provence
À Redortiers, dans les Alpes-de-Haute-Provence, se dressent, sur les hauteurs du village, des jas construits principalement en pierre sèche. Le jas est ici un ensemble clos, avec cabane, citerne en ciment recueillant l'eau de pluie et bergerie à voûtes de pierre sèche et/ou à arcs maçonnés. Les plus connus sont le jas des Fraches et le jas des Terres du Roux, ce dernier (voir la photo) est un monument inscrit.

## Devenir
De nombreux jas ont été transformés en résidences secondaires, hôtels, chambres d'hôtes et gîtes ruraux.